# Epipsilia corrosa
Epipsilia corrosa är en fjärilsart som beskrevs av Herrich-Schäffer 1846. Epipsilia corrosa ingår i släktet Epipsilia och familjen nattflyn. Inga underarter finns listade i Catalogue of Life.